# Walter Veigel
 (juillet 2025).
Si vous disposez d'ouvrages ou d'articles de référence ou si vous connaissez des sites web de qualité traitant du thème abordé ici, merci de compléter l'article en donnant les références utiles à sa vérifiabilité et en les liant à la section « Notes et références ».
Pour les articles homonymes, voir Veigel.
Walter Veigel (né le 1er novembre 1908 à Großgartach, mort en novembre 1986) est un résistant allemand au nazisme puis haut fonctionnaire est-allemand.

## Biographie
Veigel, dont le père est fondeur, suit une formation professionnelle de vendeur. En 1925, il est un travailleur occasionnel et vit en 1928 à Duisbourg, où il travaille comme un ouvrier d'assemblage. En 1931, il adhère au KPD après d'abord s'être opposé au fascisme qui apparaît. Après la prise du pouvoir des nazis, il est placé en détention conservatoire en 1933 et emprisonné dans diverses prisons. En 1938, il est déporté au camp de concentration de Buchenwald, et affecté à l'hôpital des détenus. Il se procure ainsi du bandage adhésif thérapeutique destiné aux SS qu'il cache dans la pièce sombre du laboratoire de radiologie. Dans le camp principal, il est l'un des 23 chefs de cinq groupes de l'organisation militaire pour le KPD.
Lorsque le régime nazi est aboli, il participe au travail de mémoire des prisonniers libérés et fait partie du groupe de travail d'histoire militaire du Comité des combattants de la résistance antifasciste en RDA. Il travaille professionnellement dans divers ministères de la RDA, notamment pour le gouvernement et le ministère des Affaires étrangères.